# Anopheles pseudopunctipennis
Anopheles pseudopunctipennis es una especie de mosquito del género Anopheles, de la familia Culicidae, orden Diptera. Fue descrita por Theobald en 1901.
Se distribuye por Costa Rica, Perú, Honduras, Ecuador, Belice, Bolivia, Panamá, Colombia, Estados Unidos, México, Venezuela, Guatemala, Surinam, Nicaragua, Argentina, Antigua y Barbuda, Granada y El Salvador.